# Hololepidella venosa
Hololepidella venosa är en ringmaskart som först beskrevs av Grube 1878.  Hololepidella venosa ingår i släktet Hololepidella och familjen Polynoidae. Inga underarter finns listade i Catalogue of Life.